# Antonio Isasi-Isasmendi
Antonio Isasi-Isasmendi (Madrid, 22 marzo 1927 – Ibiza, 28 settembre 2017) è stato un regista, sceneggiatore e produttore cinematografico spagnolo.

## Filmografia
- Barcelona es bona (1950) - cortometraggio documentaristico
- Relato policíaco (1954)
- La huida (1956)
- Rapsodia de sangre (1958)
- Pasión bajo el sol (1958)
- Diego Corrientes (1959)
- Sentencia contra una mujer (1960)
- Vamos a contar mentiras (1961)
- La mentira tiene cabellos rojos (1962)
- Tierra de todos (1962)
- Le avventure di Scaramouche (La máscara de Scaramouche) (1963)
- Colpo grosso a Galata Bridge (Estambul 65) (1965)
- Radiografia di un colpo d'oro (Las Vegas, 500 millones) (1968)
- Operazione terrore (Los monstruos del terror) (1970)
- Ricatto alla mala (Un verano para matar) (1972)
- Rafael en Raphael (1975) - documentario
- El perro (1977)
- L'aria di un crimine ( El aire de un crimen) (1988)
- La Revolució Turística (2014) - documentario, collaborazione alla regia

## Riconoscimenti
- Premio Goya
  - 2000 – Premio Goya alla carriera